# Chlorospatha callejasii
Chlorospatha callejasii är en kallaväxtart som beskrevs av Thomas Bernard Croat och L.P.Hannon. Chlorospatha callejasii ingår i släktet Chlorospatha och familjen kallaväxter. Inga underarter finns listade.